# Crush (Floating Points)
Crush è il secondo album in studio del musicista elettronico britannico Sam Shepherd, pubblicato sotto il suo alias "Floating Points" il 18 ottobre 2019 da Ninja Tune.
Crush ha ricevuto una ricezione positiva dopo il rilascio. Metacritic, che assegna una valutazione normalizzata su 100 alle recensioni delle pubblicazioni musicali, ha dato all'album una valutazione media di 81 sulla base di 16 recensioni, indicando "consensi universali". Shawn Reynaldo di Pitchfork ha assegnato l'album "Best New Music", affermando che il progetto è "un album di musica elettronica birichina, melodica e spogliata". Inoltre sempre Pitchfork ha inserito l'album nella classifica dei migliori album del 2019.

## Tracce
1. Falaise – 3:54
2. Last Bloom – 5:53
3. Anasickmodular – 3:12
4. Requiem for CS70 and Strings – 2:23
5. Karakul – 1:54
6. LesAlpx – 4:41
7. Bias – 5:08
8. Environments – 4:45
9. Birth – 3:00
10. Sea-Watch – 4:04
11. Apoptose, Pt. I – 2:35
12. Apoptose, Pt. II – 2:27